# Pieter van der Aa

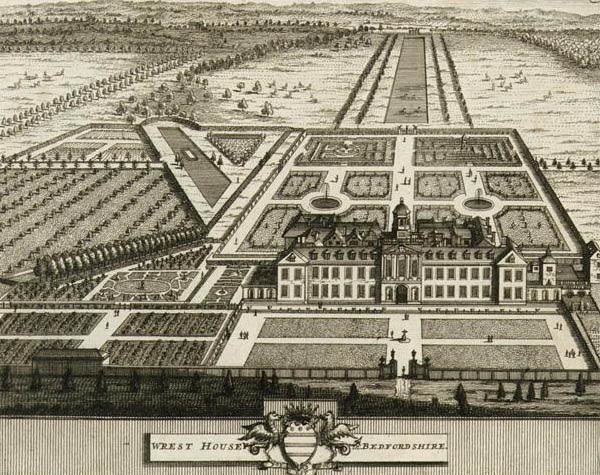
Pieter van der Aa: Wrest House, Bedfordshire 1708

Pieter van der Aa (ur. w 1659 w Lejdzie, zm. w sierpniu 1733 tamże) – księgarz i geograf.
Działał w Lejdzie (Holandia). Pierwsze wzmianki o jego działalności jako księgarza datowane są na 1682 rok. Opublikował wiele dzieł naukowych, atlasów oraz książek podróżniczych, często bogato ilustrowanych.
W 1729 roku wydał gigantyczną pracę La Galerie Agréable du Monde, składające się z 66 części w 27 tomach (inni piszą o 20, 22 czy 33 tomach, ale liczba 66 części jest wszędzie ta sama) i zawierające ponad 3000 map, widoków oraz innych rycin. Ukazało się ono w skromnym nakładzie 100 sztuk (przynajmniej o tylu wspomina wydawca). Ograniczony nakład był prawdopodobnie spowodowany bardzo wysokim kosztem powstania tej publikacji. Ilustracje do tego dzieła wykonywali najważniejsi rytownicy epoki, tacy jak: Luiken, Mulder, Goeree, Stoopendaal. Do produkcji wykorzystywane były też płyty wykonane wcześniej, na potrzeby innych wydawców w XVII i XVIII wieku.
Z materiałów związanych z Polską van der Aa wydał m.in. opis podróży Adama Oleariusa Voyages tres-curieux et tres-renommez faits en Moscovie, Tartarie et Perse z 1719 roku (kolejne, amsterdamskie wydanie Michela Charles'a Le Cene'a z 1727 roku, posiadało ilustracje, które mogły pochodzić od Pietera van der Aa). 